# Exalloniscus tuberculatus
Exalloniscus tuberculatus is een pissebed uit de familie Oniscidae. De wetenschappelijke naam van de soort is voor het eerst geldig gepubliceerd in 2000 door Nunomura.